# Delano Burgzorg
Delano Burgzorg (Amsterdam, 7 novembre 1998) è un calciatore olandese, attaccante del Middlesbrough.

## Biografia
Nato nei Paesi Bassi, è originario del Suriname.

## Caratteristiche tecniche
È un'ala destra dotato di buona reattività, forza muscolare e velocità. Si distingue anche per lo spirito di sacrificio.

## Carriera

### Gli inizi, De Graafschap
Cresciuto nelle giovanili del De Graafschap, ha esordito in prima squadra il 12 gennaio 2018 in occasione del match di campionato perso 3-2 contro il Cambuur.
Ha segnato la sua prima rete il 15 settembre successivo marcando il definitivo 2-1 all'89' del match di Eredivisie perso 2-1 contro il VVV-Venlo.
Colleziona 36 presenze e 5 gol in totale.

### Spezia e Heracles Almelo
Il 4 luglio 2019 viene acquistato dallo Spezia.
Tuttavia, dopo avere trovato poco spazio in Liguria, il 31 gennaio 2020 viene ceduto in prestito in patria all'Heracles Almelo, club da cui viene riscattato il 15 giugno seguente. Con i bianconeri olandesi colleziona 57 presenze ed 11 reti considerando tutte le competizioni, fino al gennaio 2022.

### Magonza e prestito all'Huddersfield Town
Il 29 gennaio 2022 viene acquistato a titolo definitivo dal Magonza.
Il 17 agosto 2023 viene ceduto in prestito all'Huddersfield Town.